# Storena gujaratensis
Storena gujaratensis är en spindelart som beskrevs av Benoy Krishna Tikader och Patel 1975. Storena gujaratensis ingår i släktet Storena och familjen Zodariidae. Inga underarter finns listade i Catalogue of Life.